# Oberleitungsbus Bergen
| Streckenlänge: | 7,2 km |                                         |                                       |
| |        |                                         |                                       |
| \| \| \| Wendeschleife Sentrum \| \| \| \| ehemalige Strecke nach Møhlenpris \| \| \| \| (Engen) \| \| \| \| Strandkaiterminalen \| \| \| \| Strandgaten \| \| \| \| ehemalige Strecke nach Mulen \| \| \| \| ehemalige Wendeschleifen Sentrum \| \| \| \| Småstrandgaten \| \| \| \| (Gamle Brannstasjon) \| \| \| \| provisorische Wendeschleife (2010–2012) \| \| \| \| Nygaten \| \| \| \| Kong Oscars gate \| \| \| \| Stadsporten \| \| \| \| Kalfarlien \| \| \| \| Kalvedalsveien \| \| \| \| Svartediksveien \| \| \| \| Statsarkivet \| \| \| \| Haukeland jukehus nord \| \| \| \| Tunnel unter Haukeland Unikrankenhaus \| \| \| \| Haukeland jukehus sør \| \| \| \| Fridalen \| \| \| \| ehemalige Wendeschleife Fridalen \| \| \| \| Langhaugen \| \| \| \| Hagerups vei \| \| \| \| Landåstorget \| \| \| \| ehemalige Wendeschleife Rugdeveien \| \| \| \| Erleveien \| \| \| \| Wiers Jenssens vei \| \| \| \| Depot \| \| \| \| Mannsverk \| \| \| \| Bolstad \| \| \| \| ehemalige Wendeschleife Natlandsveien \| \| \| \| Henrik Jægers vei \| \| \| \| Kolstibotn \| \| \| \| Knausen \| \| \| \| Birkelundstoppen \| \| \| \| Wendeschleife Birkelundstoppen \| |        |                                         |                                       |
| U-Bahn-Strecke von links · U-Bahn-Strecke von rechts |        | Wendeschleife Sentrum                   | Wendeschleife Sentrum                 |
| U-Bahn-Abzweig quer, von links und von rechts (Strecke außer Betrieb) · U-Bahn-Abzweig geradeaus und ehemals von rechts · U-Bahn-Strecke |        | ehemalige Strecke nach Møhlenpris       | ehemalige Strecke nach Møhlenpris     |
| U-Bahn-Bahnhof (Strecke außer Betrieb) · U-Bahn-Strecke · U-Bahn-Strecke geradeaus |        | (Engen)                                 | (Engen)                               |
| U-Bahn-Bahnhof |        | Strandkaiterminalen                     | Strandkaiterminalen                   |
| U-Bahn-Strecke geradeaus (außer Betrieb) · U-Bahn-Haltepunkt / Haltestelle · U-Bahn-Strecke geradeaus |        | Strandgaten                             | Strandgaten                           |
| U-Bahn-Strecke (außer Betrieb) · U-Bahn-Abzweig geradeaus, ehemals nach links und von links · U-Bahn-Abzweig ehemals quer und nach rechts |        | ehemalige Strecke nach Mulen            | ehemalige Strecke nach Mulen          |
| U-Bahn-Abzweig geradeaus, nach links und von links (Strecke außer Betrieb) · U-Bahn-Abzweig geradeaus, ehemals nach rechts und ehemals von rechts |        | ehemalige Wendeschleifen Sentrum        | ehemalige Wendeschleifen Sentrum      |
| U-Bahn-Strecke (außer Betrieb) · U-Bahn-Haltepunkt / Haltestelle |        | Småstrandgaten                          | Småstrandgaten                        |
| U-Bahn-Bahnhof (Strecke außer Betrieb) · U-Bahn-Strecke |        | (Gamle Brannstasjon)                    | (Gamle Brannstasjon)                  |
| |        | provisorische Wendeschleife (2010–2012) |                                       |
| U-Bahn-Haltepunkt / Haltestelle |        | Nygaten                                 | Nygaten                               |
| U-Bahn-Haltepunkt / Haltestelle |        | Kong Oscars gate                        | Kong Oscars gate                      |
| U-Bahn-Haltepunkt / Haltestelle |        | Stadsporten                             | Stadsporten                           |
| U-Bahn-Haltepunkt / Haltestelle |        | Kalfarlien                              | Kalfarlien                            |
| U-Bahn-Haltepunkt / Haltestelle |        | Kalvedalsveien                          | Kalvedalsveien                        |
| U-Bahn-Haltepunkt / Haltestelle |        | Svartediksveien                         | Svartediksveien                       |
| U-Bahn-Haltepunkt / Haltestelle |        | Statsarkivet                            | Statsarkivet                          |
| U-Bahn-Haltepunkt / Haltestelle |        | Haukeland jukehus nord                  | Haukeland jukehus nord                |
| U-Bahn-Tunnel |        | Tunnel unter Haukeland Unikrankenhaus   | Tunnel unter Haukeland Unikrankenhaus |
| U-Bahn-Haltepunkt / Haltestelle |        | Haukeland jukehus sør                   | Haukeland jukehus sør                 |
| U-Bahn-Haltepunkt / Haltestelle |        | Fridalen                                | Fridalen                              |
| |        | ehemalige Wendeschleife Fridalen        |                                       |
| U-Bahn-Haltepunkt / Haltestelle |        | Langhaugen                              | Langhaugen                            |
| U-Bahn-Haltepunkt / Haltestelle |        | Hagerups vei                            | Hagerups vei                          |
| U-Bahn-Haltepunkt / Haltestelle |        | Landåstorget                            | Landåstorget                          |
| |        | ehemalige Wendeschleife Rugdeveien      |                                       |
| U-Bahn-Haltepunkt / Haltestelle |        | Erleveien                               | Erleveien                             |
| U-Bahn-Haltepunkt / Haltestelle |        | Wiers Jenssens vei                      | Wiers Jenssens vei                    |
| U-Bahn-Betriebs-/Güterbahnhof Streckenanfang und quer · U-Bahn-Abzweig geradeaus, nach rechts und von rechts |        | Depot                                   | Depot                                 |
| U-Bahn-Haltepunkt / Haltestelle |        | Mannsverk                               | Mannsverk                             |
| U-Bahn-Haltepunkt / Haltestelle |        | Bolstad                                 | Bolstad                               |
| |        | ehemalige Wendeschleife Natlandsveien   |                                       |
| U-Bahn-Haltepunkt / Haltestelle |        | Henrik Jægers vei                       | Henrik Jægers vei                     |
| U-Bahn-Haltepunkt / Haltestelle |        | Kolstibotn                              | Kolstibotn                            |
| U-Bahn-Haltepunkt / Haltestelle |        | Knausen                                 | Knausen                               |
| U-Bahn-Bahnhof |        | Birkelundstoppen                        | Birkelundstoppen                      |
| |        | Wendeschleife Birkelundstoppen          |                                       |

Der Oberleitungsbus Bergen, norwegisch Trolleybuss Bergen, ist der letzte noch betriebene Oberleitungsbus-Betrieb in Norwegen. Neben dem Oberleitungsbus Landskrona ist er zudem einer von nur zwei in ganz Skandinavien. Bis heute wurde er von vier Verkehrsunternehmen geführt:
- Bergen Sporvei AS (bis 1998)
- Gaia Trafikk AS (1998 bis 2006)
- Tide ASA (seit 1998)
- Keolis (seit 1. Dezember 2020)

## Geschichte
Die Oberleitungsbus-Anlage in der Stadt Bergen besteht seit dem 24. Februar 1950. Seitdem die 4,1 Kilometer lange Durchmesserlinie 5 im Frühjahr 1995 auf Omnibusbetrieb umgestellt wurde, wird nur noch die am 1. Dezember 1957 eröffnete Radiallinie 2 elektrisch betrieben. Derzeit verkehrt sie zwischen Strandkaiterminalen in der Innenstadt (norwegisch Sentrum) und Birkelundstoppen.
Nach drei Verlängerungen in den Jahren 1958, 1985 und 2003 erreichte die Linie 2 zunächst eine Länge von 6,5 Kilometern. Im Zuge der Einstellung der Linie 5 erhielt sie in der Innenstadt ferner eine vereinfachte Linienführung, es entstand dort eine Häuserblockschleife über die Straßen Strandkaien und Strandgaten. Im September 2010 musste die Linie in der Innenstadt baustellenbedingt etwas verkürzt werden. Zum Wenden wurde eine provisorische Häuserblockschleife über Olav Kyrres gate, Radhusgaten und Christies gate mit einer Endhaltestelle vor der alten Feuerwache eingerichtet. Seit dem 16. Januar 2012 wird wieder die vorherige Blockumfahrung mit Endhaltestelle Strandkaiterminalen befahren. Damit ist die Linie 2 heute 7,2 Kilometer lang. Stadtauswärts werden 23 Haltestellen bedient, in Richtung Zentrum wird 21-mal gehalten.
Die Reisezeit der Linie 2 beträgt stadtauswärts 32 und stadteinwärts 34 Minuten. Sie wird meist in einem starren Zehn-Minuten-Takt bedient, in den Schwachverkehrszeiten verkehrt der Oberleitungsbus hingegen nur alle 20 Minuten. Weil für die Bedienung der Linie 2 bis zu acht Kurse benötigt werden, aber nur sechs Oberleitungsbusse zur Verfügung stehen, findet ein regelmäßiger Mischbetrieb mit Erdgasbussen statt.
Die Strecke ist in der Innenstadt nach Lyngbø verlängert worden. Die Verlängerung ist 4,5 Kilometer lang, davon sind jedoch nur 3 Kilometer mit Fahrleitung überspannt. Die verbleibenden 1,5 Kilometer werden im Batteriebetrieb überwunden. Zu diesem Zweck wurden 2020 10 neue Solaris Trollino 18 mit Batteriepaket beschafft (maximale Reichweite im Batteriebetrieb 11 Kilometer). Die verlängerte Linie wurde im Frühjahr 2022 eröffnet, musste aber am 10. Dezember 2022 nach einem Brand in der Fahrleitung auf unbestimmte Zeit geschlossen werden. Das Projekt hatte dann schon fast 150 Millionen NOK gekostet.

## Fahrzeuge
Insgesamt wurden für den Oberleitungsbus Bergen im Laufe der Jahrzehnte folgende 89 Fahrzeuge beschafft, die grau hinterlegten sind aktuell in Betrieb:
| Aufnahme | Nummern                      | Stück | Hersteller               | Elektrik                       | Typ                 | Baujahre  | Bemerkungen                                                             |
| -------- | ---------------------------- | ----- | ------------------------ | ------------------------------ | ------------------- | --------- | ----------------------------------------------------------------------- |
|          | 01–11                        | 11    | Strømmen                 | Norsk Elektrisk & Brown Boveri |                     | 1943–1951 | Solowagen                                                               |
|          | 0601–608, 0612–629           | 26    | Munck / Sunbeam          | Norsk Elektrisk & Brown Boveri |                     | 1957–1960 | Solowagen                                                               |
|          | 0301–320                     | 20    | Škoda                    | Škoda                          | 9Tr                 | 1972      | Solowagen                                                               |
|          | 0321–324                     | 04    | Volvo / Hess             | BBC-Sécheron                   | B58                 | 1978      | Solowagen                                                               |
|          | 0325–327                     | 03    | MAN / ÖAF / Gräf & Stift | BBC-Sécheron                   | GE 110/54/57/A      | 1980      | Gelenkwagen                                                             |
|          | 0328–330                     | 03    | Mercedes-Benz / FBW      | BBC-Sécheron                   | O 305 GT            | 1982      | Gelenkwagen                                                             |
|          | 0331–333                     | 03    | MAN / ÖAF / Gräf & Stift | BBC-Sécheron                   |                     | 1985      | Gelenkwagen                                                             |
|          | 6701–6703, ehemals 701–703   | 03    | Mercedes-Benz            | AEG                            | O 405 GTD           | 1992/1994 | Gelenkwagen, Duo-Busse                                                  |
|          | 8194–8199, ehemals 6334–6339 | 06    | Neoplan / MAN            | Kiepe                          | N6321 Electroliner  | 2003      | Gelenkwagen, niederflurig                                               |
|          | 3001–3010                    | 10    | Solaris Bus & Coach      | Škoda Electric                 | Solaris Trollino 18 | 2020      | Gelenkwagen, niederflurig, Batterie-Paket (55 kWh) mit 11 km Reichweite |

Die aus der Tschechoslowakei importierten 9Tr waren die einzigen Obusse, die der Hersteller Škoda zu Zeiten des Kalten Kriegs nach Westeuropa verkaufen konnte. Sie waren bis 1986 im Einsatz, 302 und 306 blieben als Museumswagen erhalten. Ebenfalls im Museumsbestand befindet sich einer der vier Volvo/Hess-Solowagen.
Bereits 1997 schied mit 6701 der erste der drei Duo-Busse nach einem Brand aus dem Bestand. Wagen 6702 war zuletzt mit einer Vorrichtung für die Fahrleitungsenteisung ausgerüstet, bevor er im Winter 2010/2011 als Ersatzteilspender abgestellt und später verschrottet wurde. 6703 wurde zuletzt nur noch im Dieselmodus eingesetzt, da die Umschaltung auf Elektroantrieb nicht mehr funktionsfähig war. Im Januar 2012 stand er zum Verkauf.
Die Fahrzeuge trugen die Namen von Bergener Persönlichkeiten, die jeweils oberhalb der Windschutzscheibe und auf der Dachkante des Nachläufers standen: Hans Wiers-Jensen (6334), Sofus Madsen (6335), Kristofer Janson (6336), Gerhard Gran (6337) Nordahl Rolfsen (6338) und Adolph Berg (6339). Inzwischen tragen die Obusse die Nummern 8194–8199, die Radabdeckungen und die Namen sind verschwunden. Mit Inbetriebnahme der 10 Solaris-Obusse ist die Abstellung vorgesehen.
Die 2020 gelieferten 10 Solaris Trollino 18-Gelenk-Obusse (Kaufpreis rd. EUR 8 Mio.) sind, neben einem Winterpaket mit zusätzlicher Dämmung, Schneeketten-Vorbereitung und Alkohol-Interlock für den Fahrer/Fahrerin, mit einem Batterie-Paket ausgestattet, was eine Batterie-Reichweite von rd. 11 Kilometern ermöglicht. Die Batterien sollen während der Fahrt unter der Oberleitung mit „In-Motion Charging“-Technologie aufgeladen.

## Galerie

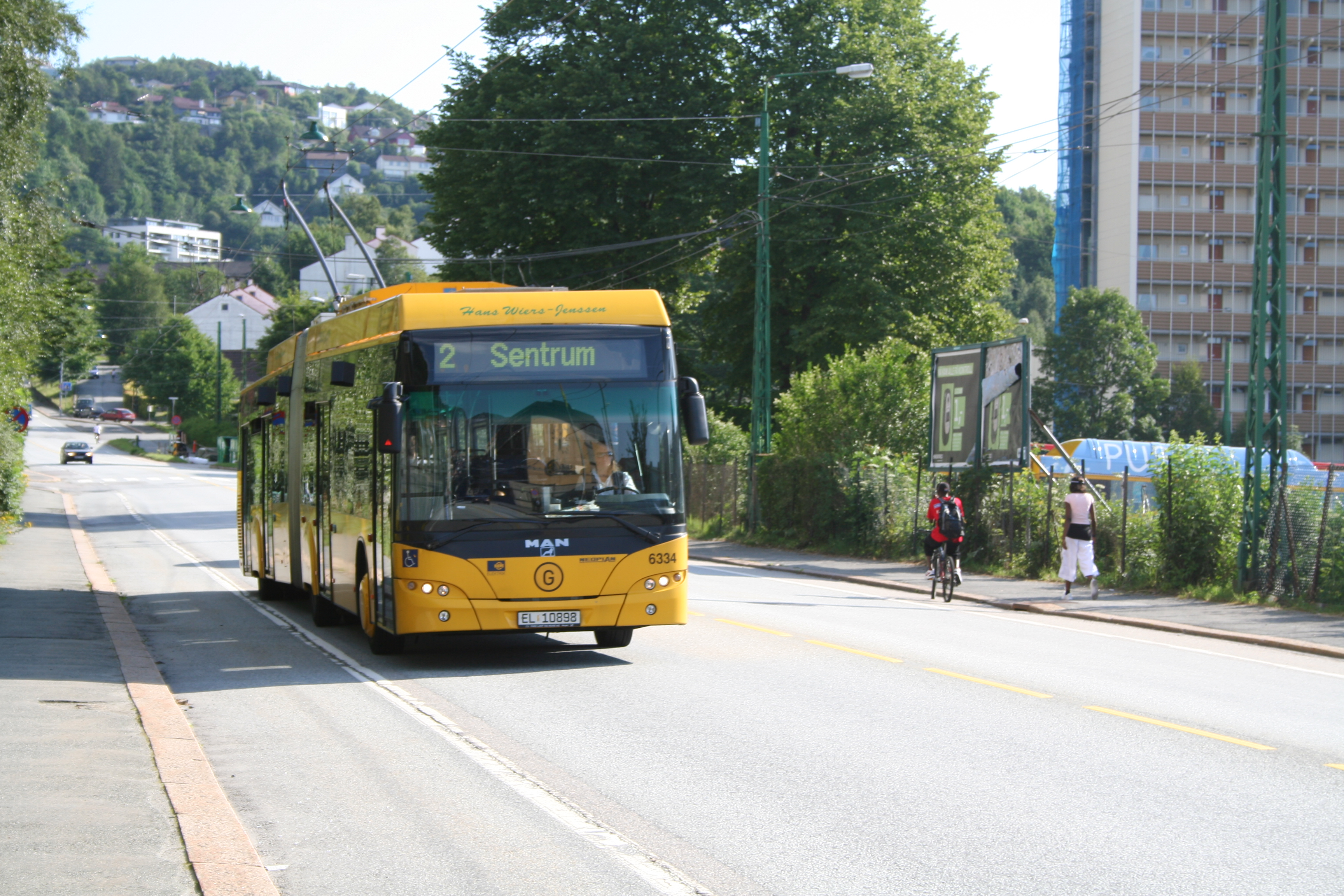
Neoplan 6334 passiert von Birkelundstoppen kommend das Depot in Mannsverk
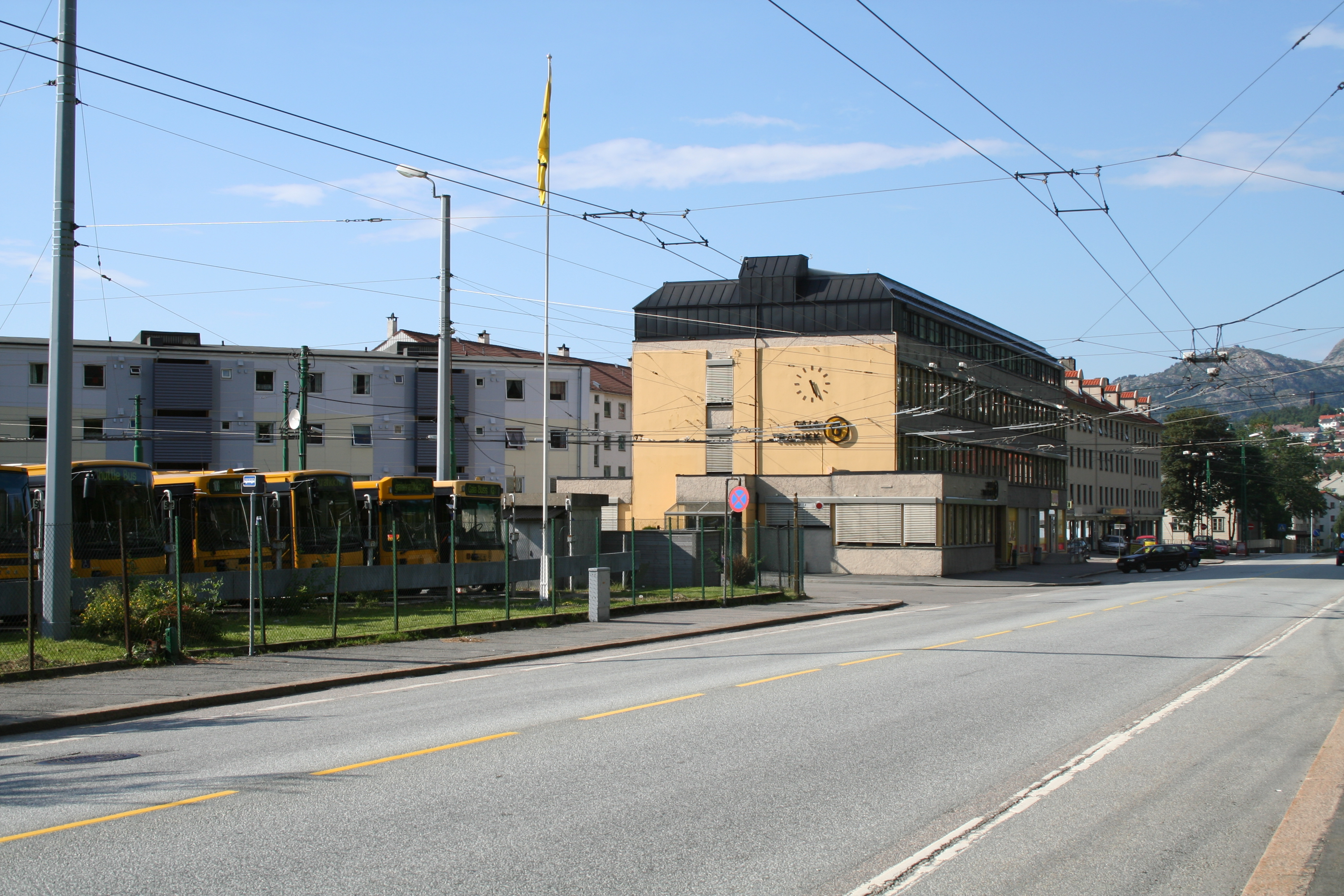
Einfahrt ins Depot